# The Village of Indian Hill
The Village of Indian Hill é uma cidade localizada no estado norte-americano de Ohio, no Condado de Hamilton.

## Demografia
Segundo o censo norte-americano de 2000, a sua população era de 5907 habitantes.
Em 2006, foi estimada uma população de 5644, um decréscimo de 263 (-4.5%).

## Geografia
De acordo com o United States Census Bureau tem uma área de
48,1 km², dos quais 48,0 km² cobertos por terra e 0,1 km² cobertos por água.

## Localidades na vizinhança
O diagrama seguinte representa as localidades num raio de 8 km ao redor de The Village of Indian Hill.